# Luis Landero
Luis Landero Durán, né à Alburquerque (Badajoz) le 25 mars 1948, est un romancier et chroniqueur espagnol.
En 2022, il remporte le prestigieux Prix national des lettres espagnoles,.

## Œuvres

### Romans
- Juegos de la edad tardía (1989, Tusquets)
- Caballeros de fortuna (1994, Tusquets)
- El mágico aprendiz (1999, Tusquets)
- El guitarrista (2002, Tusquets)
- Hoy, Júpiter (2007, Tusquets)
- Retrato de un hombre inmaduro (2009, Tusquets)
- Absolución (2012, Tusquets)
- La vida negociable (2017, Tusquets)
- Lluvia fina (2019, Tusquets)
- Una historia ridícula (2022, Tusquets)
- La última función (2024, Tusquets)

### Autres
- Entre líneas: el cuento o la vida (2000, Tusquets). Ensayo
- Ésta es mi tierra (2000, Editora Regional de Extremadura). Intervenciones en el programa Esta es mi tierra de Televisión Española
- ¿Cómo le corto el pelo, caballero? (2004, Tusquets). Artículos
- El balcón en invierno (2014, Tusquets). Autobiographie
- El huerto de Emerson (2021, Tusquets). Autobiographie

## Récompenses
| Année | Prix                                                                                      |
| ----- | ----------------------------------------------------------------------------------------- |
| 1989  | Prix Icare pour les nouveaux créateurs de Diario 16                                       |
| 1989  | Prix de la critique castillane de fiction                                                 |
| 1990  | Prix national de la fiction                                                               |
| 1990  | Prix Mariano José de Larra                                                                |
| 1992  | Prix Méditerranée pour la meilleure œuvre étrangère                                       |
| 1992  | Grinzane Cavour de la littérature                                                         |
| 2000  | Prix Estrémadure de création pour la meilleure œuvre littéraire d'un auteur d'Estrémadure |
| 2005  | Médaille d'Estrémadure                                                                    |
| 2008  | Prix du récit archevêque Juan de San Clemente                                             |
| 2015  | Prix des libraires de Madrid                                                              |
| 2015  | Prix Dulce Chacón de fiction espagnole                                                    |
| 2022  | XV Prix Européen du Roman Casino de Santiago                                              |
| 2022  | Prix National des Lettres Espagnoles                                                      |